# سیکلوآلکین

سیکلواکتین: یک سیکلوآلکین کوچک

در شیمی آلی یک سیکلوآلکین ساختاری همانند یک آلکین دارد با این تفاوت که تنها یک عضو این ساختار متفاوت است (آنالوگ). یک سیکلوآلکین از یک حلقهٔ بستهٔ کربن ساخته شده که یک یا چند پیوند سه‌گانه دارد. فرمول کلی سیکلوآلکین Cn H2n-4  است. چون طبیعت یگان آلکین C-CΞC-C خطی است، رشتهٔ سیکلوآلکین‌ها معمولاً خیلی سخت است در نتیجه تنها هنگامی ساخته می‌شوند که شمار کربن‌ها در حلقه آنقدر زیاد باشد تا انعطاف‌پذیری لازم پدید آید و یک ترکیب پایدار درست شود. برخلاف این مطلب می‌توان سیکلوآلکین‌های کوچک را با کمک یک واکنشگر ناب مناسب تولید کرد.

## ساخت
سیکلوآلکین با کمک واکنش‌های حذفی بتا با آنالوگ سیکلوآلکن جانشین تولید می‌شود. گزینهٔ دیگر، گسترش حلقهٔ یک سیکلیک آلکیلیدین کربِن (cyclic alkylidinecarbene) است.